# Hobart (Wisconsin)
Hobart és una població dels Estats Units a l'estat de Wisconsin. Segons el cens del 2000 tenia 5.090 habitants.

## Demografia
Segons el cens del 2000, Hobart tenia 5.090 habitants, 1.717 habitatges, i 1.468 famílies. La densitat de població era de 59,3 habitants per km².
Dels 1.717 habitatges en un 40,8% hi vivien nens de menys de 18 anys, en un 75,4% hi vivien parelles casades, en un 6,5% dones solteres, i en un 14,5% no eren unitats familiars. En el 10,7% dels habitatges hi vivien persones soles el 4,6% de les quals corresponia a persones de 65 anys o més que vivien soles. El nombre mitjà de persones vivint en cada habitatge era de 2,96 i el nombre mitjà de persones que vivien en cada família era de 3,2.
Per edats la població es repartia de la següent manera: un 29,8% tenia menys de 18 anys, un 5,8% entre 18 i 24, un 25,7% entre 25 i 44, un 31,2% de 45 a 60 i un 7,5% 65 anys o més.
L'edat mediana era de 39 anys. Per cada 100 dones de 18 o més anys hi havia 96,4 homes.
La renda mediana per habitatge era de 69.034 $ i la renda mediana per família de 76.626 $. Els homes tenien una renda mediana de 49.813 $ mentre que les dones 30.458 $. La renda per capita de la població era de 29.059 $. Aproximadament el 4,1% de les famílies i el 6,5% de la població estaven per davall del llindar de pobresa.